# Andel
Andel betecknar ofta den del av innehavet man har ("ägandet") i ett aktiebolag, bostadsrättsförening, o.d.; ofta relaterat till röstlängden, d.v.s. vilket inflytande man kan utöva i föreningen eller företaget. Kan uttryck* I fallet med aktiebolag, andel är nominella aktievärdet dividerat med aktiekapitalet, dividerat med aktiens röstlängd (ex. 10 för B-aktier).